# Forsvarets Efterretningstjeneste

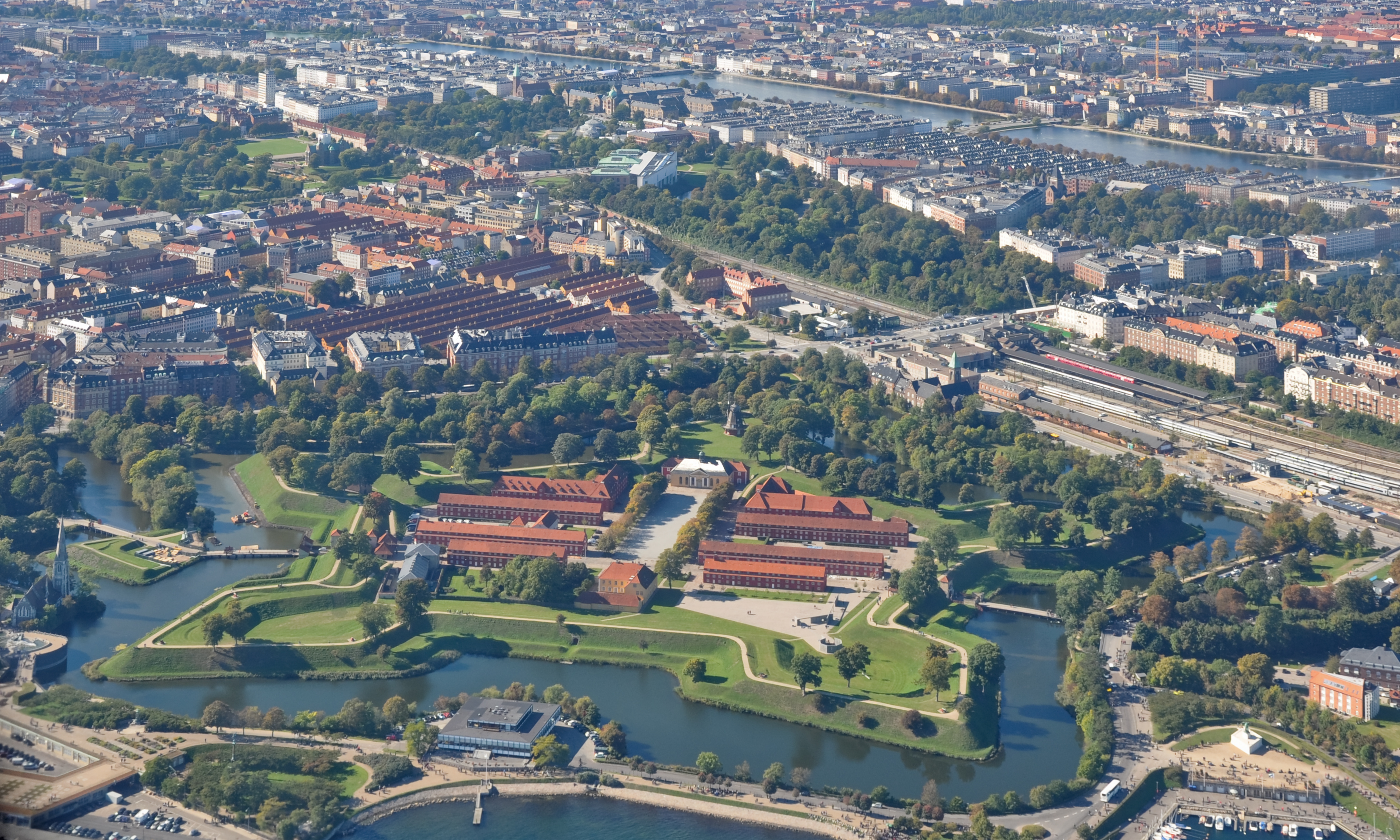
Kastellet i Köpenhamn

 Forsvarets Efterretningstjeneste (FE) är Danmarks utlandsunderrättelsetjänst, tillika militära underrättelsetjänst. 
En gemensam dansk underrättelsetjänst bildades 1943 då personal från Generalstaben och Marinstaben slogs samman i en avdelning vid danska ambassaden i Stockholm. 1950, i samband med Danmarks anslutning till NATO, bildades formellt FE.
FE samlar in, analyserar och bearbetar information som har betydelse för Danmarks säkerhet. I detta ingår bland annat internationell terrorism, spridning av massförstörelsevapen och internationell vapenhandel.
FE leder och kontrollerar även den militära säkerhetstjänsten för försvarets enheter och installationer inom Danmark och för enheter under utlandsuppdrag.
FE inhämtar information bland annat genom signalspaning, fysisk inhämtning (personer) samt genom samarbetspartners. FE har signalspaningsstationer på Jylland, Själland och Bornholm.
FE är underställt den danske överbefälhavaren.

## Chefer
Chef sedan 2015 är Lars Findsen. Denne suspenderades i augusti 2020, efter det att den danska tillsynsmyndigheten anklagat honom den militära underrättelsetjänsten för att spionera på danska medborgare. En kommission, som tillsatts för att granska anklagelserna, friade honom i december 2021.
I december 2021 häktades han, anklagad för att lämnat ut hemliga uppgifter. Köpenhamns Byret förlängde den 10 januari 2022 häktningstiden till den 4 februari.
Tillförordnad chef sedan september 2020 är juristen Svend Larsen (född 1964).